# Критерий на Грасхоф
Критерият на Грасхоф Gr е безразмерна величина, един от т. нар. критерии на подобието. Той е дефиниран като:
{\displaystyle Gr={\frac {g\cdot \beta \cdot (T_{\mathrm {s} }-T_{\infty })\cdot L^{3}}{\nu ^{2}}}}
- {\displaystyle L} – характеристичен размер (диаметър, дължина и др.), m
- {\displaystyle \nu } – кинематичен вискозитет, m2/s
- {\displaystyle g} – земно ускорение, m/s2
- {\displaystyle \beta } – коефициент на обемно разширение, K-1
- {\displaystyle T_{s}} – Температура на повърхността/стената, K
- {\displaystyle T_{\infty }} – Температура във вътрешността на флуида, K

Наречен е на немския учен Франц Грасхоф, професор от университета в Карлсруе. Gr се използва при описанието на процеси, свързани с естествената конвекция. Тя възниква при нагряване и охлаждане в топлообменници, напр. радиатор. Поради разликата в плътностите на горещия и студения флуид, горещият флуид се издига нагоре. Това насочено движение влияе на коефициента на топлопредаване (вж. Критерий на Нуселт). Критерият на Грасхоф се прилага и при изчисляването на пад на налягане при неизотермични потоци.
Понякога за същата цел вместо Gr се използва критерият на Rayleigh Ra, който е дефиниран като:
{\displaystyle Ra=Gr\cdot Pr}
Тук Pr е критерият на Прантъл. При принудена конвекция се използва критерият на Рейнолдс.